# Nolina parryi
Nolina parryi es una especie de planta con rizoma perteneciente a la familia de las asparagáceas. Es originaria de  Norteamérica.

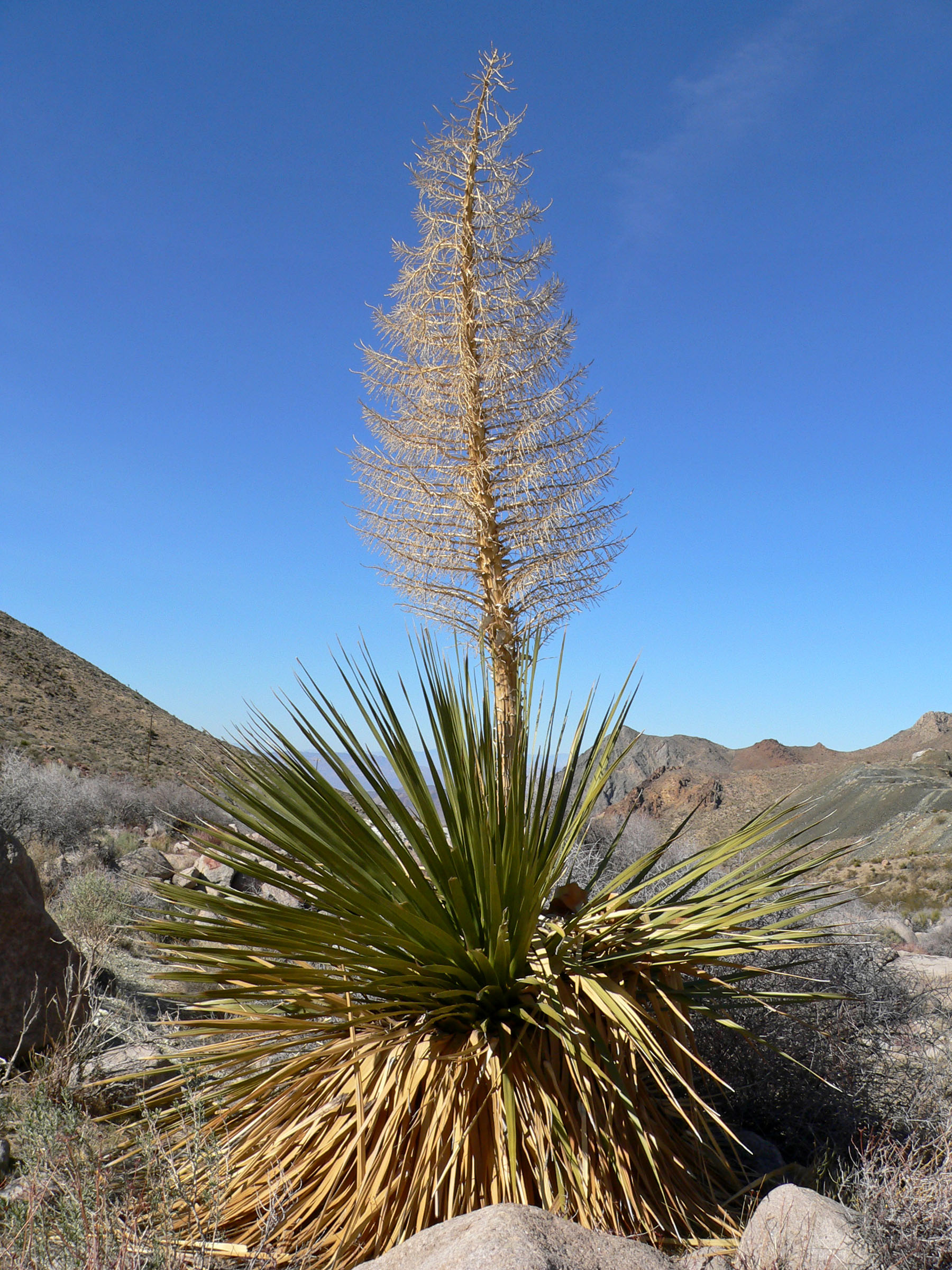
Detalle de la inflorescencia

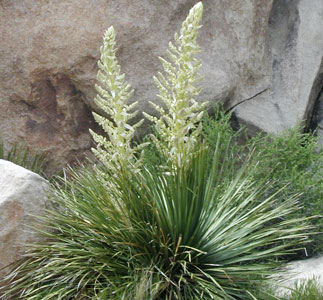
Vista de la planta

## Descripción
Es una planta casi sin tallo, que forma rosetas leñosas, con caudices ramificados y que forman pequeñas colonias. Los tallos de 5-21 dm de longitud. Con 65-220 hojas por roseta, la hoja fina y alargada, en posición vertical, o laxa, de 50-140 cm x 20-40 mm, raramente glaucas; con los márgenes serrados. Es escapo de 4-17 dm de altura, y 26-90 mm de diámetro.Las inflorescencias paniculadas compuestas,  20 a 130 cm, con brácteas persistentes. El fruto en cápsulas de paredes delgadas, con muesca basal y apical. Semillas de color marrón rojizo, ovales a oblongas. 

## Distribución y hábitat
Florecen en primavera. Se encuentran en la laderas rocosas del desierto y los bosques de pino piñonero y enebro; a una altitud de 900 - 2100 m; en California.

## Taxonomía
Nolina parryi fue descrita por Sereno Watson y publicado en Proceedings of the American Academy of Arts and Sciences 14: 247, en el año 1879.
Citología
El número cromosomático es de: 2n = 38.
Etimología
Nolina: nombre genérico otorgado en honor del botánico francés  Abbé P. C. Nolin, coautor del trabajo publicado 1755 Essai sur l'agricultura moderne.
parryi: epíteto otorgado en honor del botánico Charles Christopher Parry.
Sinonimia
- Nolina bigelovii subsp. parryi (S.Watson) A.E.Murray
- Nolina bigelovii var. parryi (S.Watson) L.D.Benson
- Nolina bigelovii subsp. wolfii (Munz) A.E.Murray
- Nolina bigelovii var. wolfii (Munz) L.D.Benson
- Nolina parryi subsp. wolfii Munz
- Nolina wolfii (Munz) Munz[3]